# Senta Berger

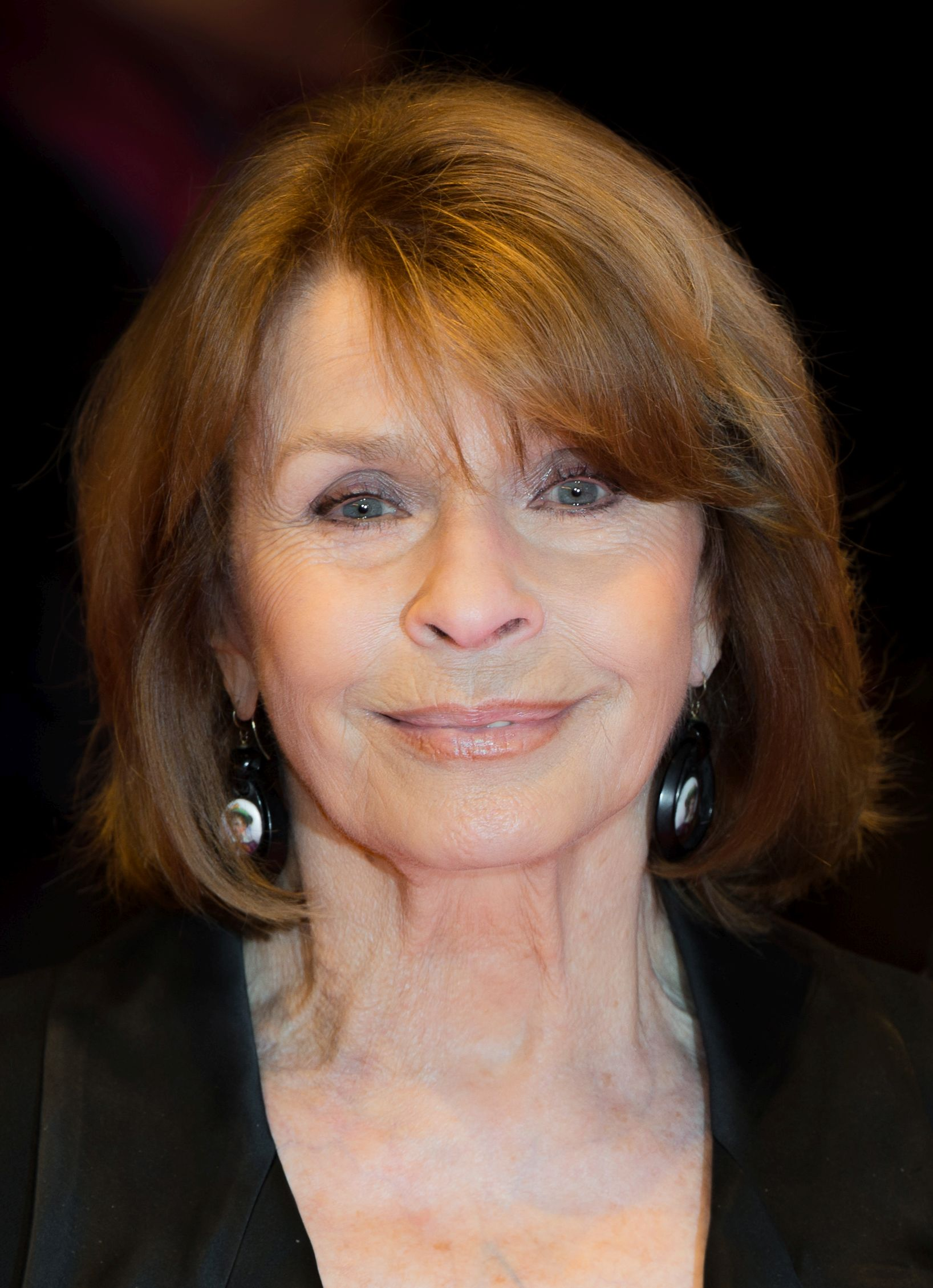
Senta Berger (2017)

Senta Berger (bürgerlich Senta Verhoeven, * 13. Mai 1941 in Wien) ist eine Schauspielerin, Filmproduzentin und ehemalige Schlager- und Chansonsängerin. Die internationale Filmkarriere der gebürtigen Wienerin begann in Österreich und führte sie in den 1960er Jahren über die BR Deutschland bis nach Hollywood. Seitdem war sie in zahlreichen europäischen Kinofilmen, am Theater und seit den 1980er Jahren vermehrt in Hauptrollen deutscher Fernsehserien und -filme (u. a. Kir Royal, Die schnelle Gerdi, Unter Verdacht) zu sehen.

## Leben

### Herkunft und erste Jahre
Senta Berger wuchs in Lainz, einem Stadtteil des 13. Wiener Bezirks, auf. Ihr Vater, Josef Berger, war Musiker, Komponist und Dirigent. Ihr Vater arbeitete aber auch im Familienbetrieb, einem metallverarbeitenden Gewerbebetrieb, ebenso wie ihre Mutter, Therese Berger, geborene Jany. Mit ihrem Vater trat Senta Berger bereits im Alter von vier Jahren auf. Dabei begleitete er die singende Tochter am Klavier. Mit fünf Jahren erhielt sie Unterricht in Ballett und Ausdruckstanz bei Rosalia Chladek an der Akademie für darstellende Kunst in Wien. Nach der Kindheit in einer Substandardwohnung in der Lainzer Straße siedelte sie 1955 mit ihren Eltern in eine Gemeindebau-Wohnung der nahen Siedlung Lockerwiese über.
Mit 14 Jahren wandte sich Berger dem Theater zu und nahm privaten Schauspielunterricht. Zwei Jahre später verließ sie das Gymnasium Wenzgasse ohne Abschluss. Nach einem erfolgreichen Vorsprechen begann sie mit 16 Jahren ein Schauspielstudium am Max Reinhardt Seminar als bislang jüngste Studentin in der Geschichte dieser Einrichtung. Zu ihrem Jahrgang gehörten Marisa Mell, Elisabeth Orth, Heidelinde Weis und Erika Pluhar. Sie musste das Seminar jedoch verlassen, nachdem sie ohne Erlaubnis der Direktion eine Rolle in dem US-amerikanischen Film Die Reise mit Yul Brynner angenommen hatte.

### Schauspielkarriere

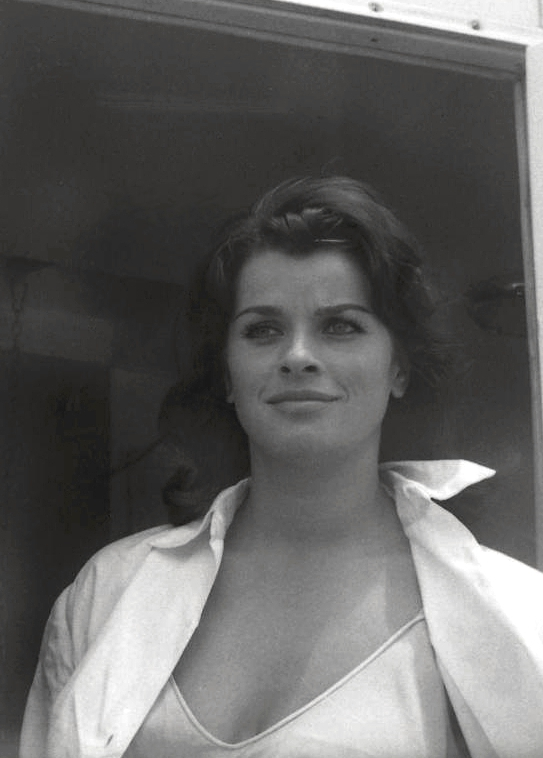
Senta Berger (1965)

Ihr Filmdebüt gab Berger 1950 in einer kleinen Rolle in der Erich-Kästner-Verfilmung Das doppelte Lottchen. 1957 wurde sie von dem Regisseur Willi Forst für die Filmkomödie Die unentschuldigte Stunde engagiert, in der sie eine Gymnasialschülerin spielte. 1958 wurde Berger jüngstes Mitglied am Wiener Theater in der Josefstadt. Ihre ersten Auftritte weckten das Interesse des Filmproduzenten Artur Brauner, der sie daraufhin für mehrere Filme verpflichtete, darunter Der brave Soldat Schwejk (1960) mit Heinz Rühmann. Im Jahr 1962 übersiedelte Berger nach Hollywood und drehte mit Charlton Heston, Frank Sinatra, Dean Martin, Richard Harris, George Hamilton, Kirk Douglas und John Wayne.
Im Jahr 1967 war sie an der Seite von Alain Delon in dem deutsch-italienisch-französischen Thriller Mit teuflischen Grüßen als seine Ehefrau Christiane zu sehen. 1968 spielte sie in dem dreiteiligen Fernsehkrimi Babeck von Herbert Reinecker, in dem sie das von Peter Thomas komponierte Lied Vergiß mich, wenn du kannst sang. 1969 kehrte sie nach Europa zurück. Im selben Jahr war Berger Gastgeberin der Senta Berger Show (ARD) mit Reiner Schöne, Lester Wilson und The 5th Dimension.
In den 1970er Jahren war Berger vor allem in italienischen Produktionen unterschiedlicher Genres zu sehen. 1970 stand sie unter der Regie ihres Ehemannes Michael Verhoeven für Wer im Glashaus liebt … Der Graben erstmals in einem von ihrer eigenen Firma produzierten Film vor der Kamera. Weitere, auch international erfolgreiche Filme, die ihre Firma produzierte, waren Die weiße Rose, Das schreckliche Mädchen und Mutters Courage nach dem gleichnamigen Theaterstück von George Tabori.
Von 1974 bis 1982 spielte Berger die Buhlschaft im Theaterstück Jedermann bei den Salzburger Festspielen an der Seite von Curd Jürgens und Maximilian Schell und ist damit die Darstellerin, die in dieser Rolle am längsten in Salzburg zu sehen war. Sie spielte am Wiener Burgtheater in Rudolf Noeltes Inszenierung Tartuffe mit Klaus Maria Brandauer, am Thalia-Theater in Hamburg und am Schillertheater in Berlin.
In den Jahren 1985/86 gelang ihr ein Fernseh-Comeback mit der Serie Kir Royal an der Seite von Franz Xaver Kroetz, Dieter Hildebrandt und Billie Zöckler. Danach folgten weitere Hauptrollen im Fernsehen, etwa in den Serien Die schnelle Gerdi und Lilli Lottofee, beide unter der Regie ihres Mannes. Frank Beyer besetzte sie 1992 in dem zweiteiligen Ehedrama Sie und Er neben Reimar Johannes Baur in der Rolle der betrogenen Psychologin Charlotte. Zur Jahrtausendwende stand Berger für die österreichische Fernsehproduktion Probieren Sie’s mit einem Jüngeren unter der Regie von Michael Kreihsl vor der Kamera. Von 2002 bis 2019 spielte sie die Polizeirätin und interne Ermittlerin Dr. Eva-Maria Prohacek in der ZDF-Krimireihe Unter Verdacht, für deren erste Folge Verdecktes Spiel sie im Jahr 2003 mit dem Grimme-Preis ausgezeichnet wurde.
Ihren größten Kinoerfolg bislang feierte Senta Berger 2016 mit der Familienkomödie über die Flüchtlingskrise, Willkommen bei den Hartmanns, wobei sie zum ersten Mal mit ihrem älteren Sohn zusammen drehte, dem Regisseur und Drehbuchautor Simon Verhoeven. Willkommen bei den Hartmanns wurde zum besucherstärksten deutschen Film des Jahres mit über 3 Millionen verkaufter Kinokarten. Außerdem gewann die Komödie viele Preise, darunter den Deutschen Filmpreis, zwei Bayerische Filmpreise, den Bambi und den Friedenspreis des deutschen Films „Die Brücke“, den Senta Berger dann 2020 für ihr Lebenswerk und soziales Engagement auch erhielt.
Auch jenseits der 80 bleibt Senta Berger eine vielbeschäftigte Darstellerin: 2022 spielte sie in der Komödie über ein Trans-Kind, Oskars Kleid (Drehbuch+Hauptdarsteller Florian David Fitz, Regie Hüseyin Tabak). Auf dem 40. Filmfest München feierte das intime und humorvolle Drama Weißt du noch 2023 Premiere (Drehbuch Martin Rauhaus, Regie Rainer Kaufmann).

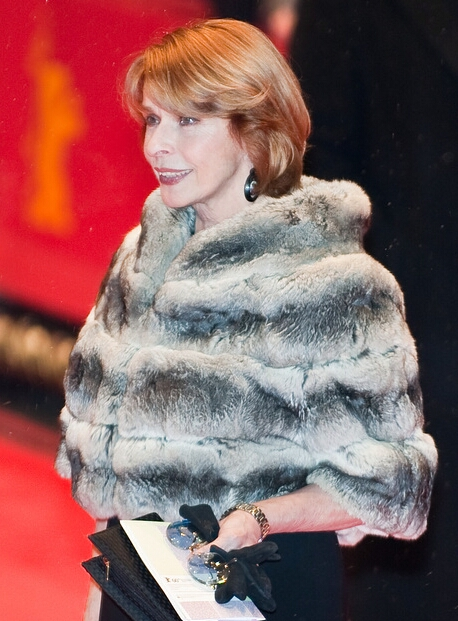
Senta Berger an der Berlinale 2010

Berger war 2003 Gründungsmitglied der Deutschen Filmakademie und von 2003 bis 2010 neben Günter Rohrbach die erste Präsidentin der Deutschen Filmakademie. Nach ihrem 70. Geburtstag zeigte Das Erste im Juli 2011 ein 45-minütiges Porträt im Rahmen der Reihe Deutschland, deine Künstler.
Berger betätigt sich neben der Arbeit auf der Bühne und vor der Kamera auch als Synchronsprecherin; so lieh sie etwa 2002 Catherine Deneuve ihre Stimme in der deutschen Fassung von 8 Frauen und sprach die Rolle der Madame Hermine in Die Häschenschule – Jagd nach dem Goldenen Ei (2017) und in der Fortsetzung Die Häschenschule – Der große Eierklau (2022).

### Berger als Sängerin
Senta Berger war zeitweise auch als Schlagersängerin tätig. Sie nahm zwei Singles für den deutschen Markt auf, die 1966 relativ kurz hintereinander erschienen. Mit Für Romantik keine Zeit gab sie ihr Debüt, Single girl war ihre zweite Schallplatte. Dabei handelt es sich um die deutsche Version des gleichnamigen Songs von Sandy Posey, der sich in England kurzfristig in den Verkaufs-Charts platzieren konnte. Das Album Wir werden sehn … konnte sich 1989 auf Platz 49 der Deutschen Albumcharts platzieren. Daneben trat Berger auch als Chansonsängerin und bei Leseabenden (etwa mit Fräulein Else) auf.

### Soziales und politisches Engagement
Im Jahr 1971 beteiligte sich Berger an der von Alice Schwarzer initiierten Medienaktion „Wir haben abgetrieben!“ und war eine der auf einer Titelseite der Illustrierten Stern abgebildeten Frauen.
2009 erklärte sie sich bereit, als „Botschafterin“ sowohl für die Tierschutzorganisation Pro Wildlife für den Schutz von Menschenaffen als auch für die José Carreras Leukämie-Stiftung tätig zu werden.
Berger, die sich bereits 1972 im Wahlkampf für Willy Brandt eingesetzt hatte, wurde von der SPD als Delegierte für die deutsche Bundespräsidentenwahl 2012 nominiert.
Sie engagiert sich seit vielen Jahren im Kampf gegen Blutkrebs für die DKMS. Im Rahmen der DKMS Life trat sie 2010 als Sprecherin bei dem DKMS Life Ladieslunch auf.

### Sonstiges
Mehrmals berichtete Senta Berger von sexuellen Übergriffen durch ihre Filmpartner. So habe O. W. Fischer während der Dreharbeiten zu dem Film Es muß nicht immer Kaviar sein (1961) versucht, sie in einem Hotel zu vergewaltigen. Auch gegen Kirk Douglas, Charlton Heston und Richard Widmark erhob Berger den Vorwurf, sie sexuell belästigt zu haben.
Im Jahr 2013 legte die österreichische Post eine Sonderbriefmarke mit einer Abbildung Bergers, gestaltet von Adolf Tuma, in der Reihe „Österreicher in Hollywood“ auf.

### Privates

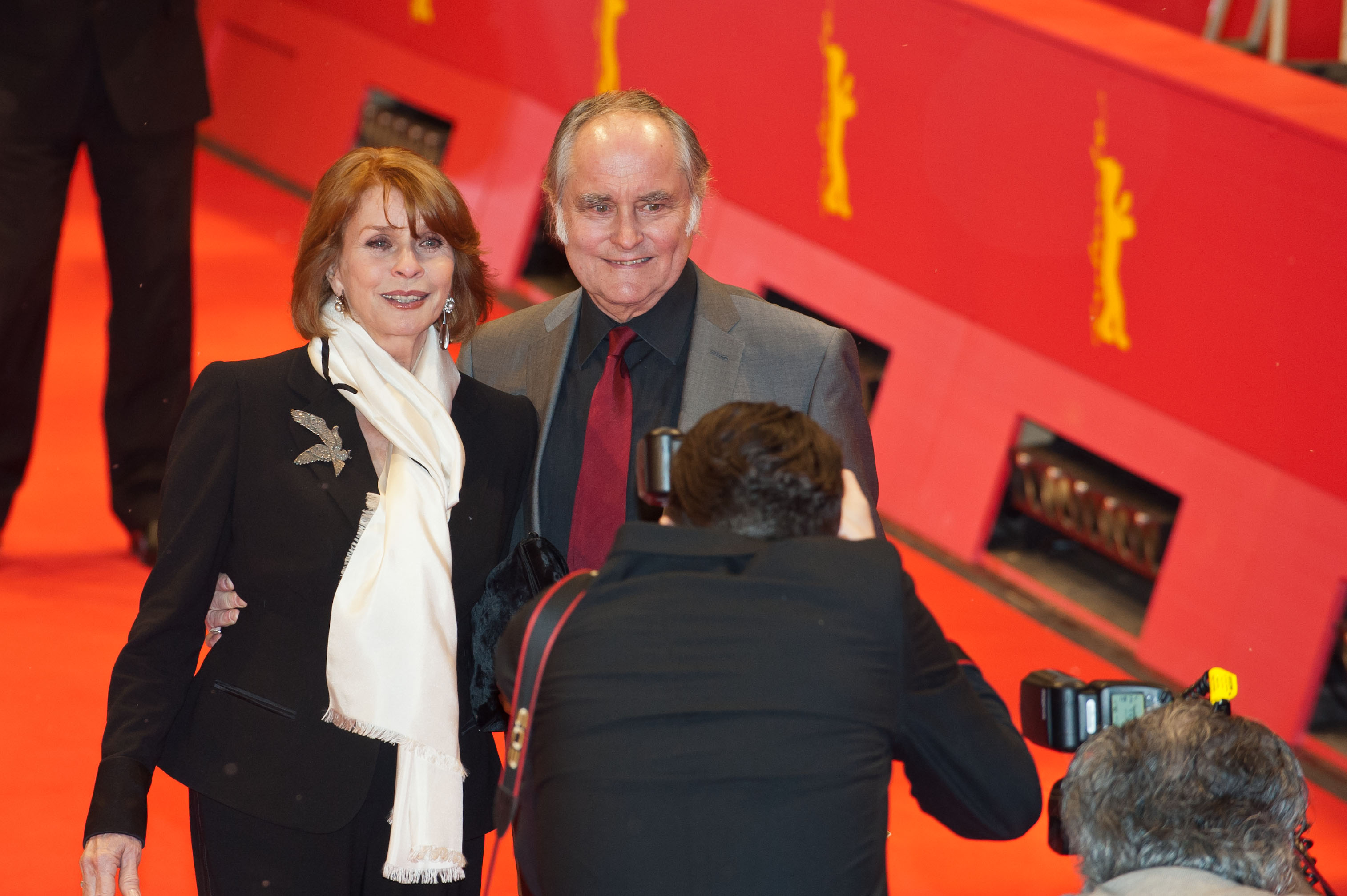
Senta Berger mit Michael Verhoeven, 2013

Im Jahr 1963 lernte Senta Berger den damaligen Medizinstudenten und späteren Filmregisseur Michael Verhoeven kennen, den Sohn des Schauspielers und Regisseurs Paul Verhoeven. Am 26. September 1966 heirateten Berger und Verhoeven in München, nachdem sie im Jahr zuvor zusammen die Sentana-Filmproduktion gegründet hatten. Der bürgerliche Familienname von Senta Berger ist seither Verhoeven. Sie war mit ihm bis zu seinem Tod im April 2024 verheiratet. Der Ehe entstammen die beiden Söhne Simon (* 1972) und Luca (* 1979), die ebenfalls beim Film tätig sind.
Berger wohnt seit vielen Jahren im Grünwalder Ortsteil Geiselgasteig südlich von München, seit einiger Zeit auch in Berlin.

## Filmografie (Auswahl)

### Kinofilme
- 1955: Du bist die Richtige
- 1957: Die unentschuldigte Stunde
- 1957: Die Lindenwirtin vom Donaustrand
- 1958: Der veruntreute Himmel
- 1959: Die Reise (The Journey)
- 1959: Katja, die ungekrönte Kaiserin (Katia)
- 1960: Ich heirate Herrn Direktor
- 1960: Der brave Soldat Schwejk
- 1960: O sole mio
- 1961: Geheime Wege (The Secret Ways)
- 1961: Das Wunder des Malachias
- 1961: Junge Leute brauchen Liebe
- 1961: Eine hübscher als die andere
- 1961: Immer Ärger mit dem Bett
- 1961: Adieu, Lebewohl, Goodbye
- 1961: Es muß nicht immer Kaviar sein
- 1961: Diesmal muß es Kaviar sein
- 1961: Ramona
- 1962: Das Geheimnis der schwarzen Koffer
- 1962: Frauenarzt Dr. Sibelius
- 1962: Das Testament des Dr. Mabuse
- 1962: Sherlock Holmes und das Halsband des Todes
- 1963: Die Sieger (The Victors)
- 1963: Kali Yug: Die Göttin der Rache (Kali Yug, la dea della vendetta)
- 1963: Kali Yug, 2. Teil: Aufruhr in Indien (Il mistero del tempio indiano)
- 1963: Jack und Jenny
- 1963: Liebe im 3/4-Takt (The Waltz King)
- 1964: Volles Herz und leere Taschen (… e la donna creò l’uomo)
- 1965: Spion mit meinem Gesicht (The Spy With My Face)
- 1965: Sierra Charriba (Major Dundee)
- 1965: Die glorreichen Reiter (The Glory Guys)
- 1965: Schüsse im 3/4 Takt
- 1966: Lange Beine – lange Finger
- 1966: Marrakesch (Our Man in Marrakesh)
- 1966: Mohn ist auch eine Blume (The Poppy Is Also a Flower)
- 1966: Das Quiller-Memorandum – Gefahr aus dem Dunkel (The Quiller Memorandum)
- 1966: Der Schatten des Giganten (Cast a Giant Shadow)
- 1966: Unser Boß ist eine Dame (Operazione San Gennaro)
- 1967: Der grausame Job
- 1967: Paarungen
- 1967: Wenn Killer auf der Lauer liegen (The Ambushers)
- 1967: Mit teuflischen Grüßen (Diaboliquement vôtre)
- 1968: Geier können warten
- 1969: So reisen und so lieben wir (If It’s Tuesday, This Must Be Belgium)
- 1969: Das ausschweifende Leben des Marquis de Sade (De Sade)
- 1969: Frühstück mit dem Killer (Les Étrangers)
- 1969: Kindheit, Berufung und erste Erlebnisse des Venezianers Giacomo Casanova
- 1970: Als die Frauen noch Schwänze hatten (Quando le donne avevano la coda)
- 1970: Quadratur der Liebe (Cuori solitari)
- 1971: Wer im Glashaus liebt … Der Graben (auch Produktion)
- 1971: Kommando Cobra (Le Saut de l’ange)
- 1971: Ein Fischzug für 300 Millionen
- 1971: Roma Bene – Liebe und Sex in Rom
- 1971: Die Moral der Ruth Halbfass (auch Koproduktion)
- 1971: Der Geliebte der großen Bärin
- 1972: Toll trieben es die alten Germanen
- 1972: Causa di divorzio
- 1973: Der scharlachrote Buchstabe
- 1973: Die weiße Mafia (Bisturi, la mafia bianca)
- 1973: Reigen
- 1973: Amore e ginnastica
- 1974: Di mamma non ce n’è una sola
- 1974: Der Mann ohne Gedächtnis (L’uomo senza memoria)
- 1974: La bellissima estate
- 1975: MitGift (auch Koproduktion)
- 1976: Das chinesische Wunder
- 1976: Die Herrenreiterin (La padrona è servita)
- 1976: Per Saldo Mord
- 1976: Sie sprang entblößt im Kreise (Signore e signori, buonanotte)
- 1976: Tagebuch einer Leidenschaft (Brogliaccio d’amore)
- 1977: Steiner – Das Eiserne Kreuz (Cross of Iron)
- 1977: Una donna di seconda mano
- 1977: Das chinesische Wunder
- 1978: Die nackte Bourgeoisie (Ritratto di borghesia in nero)
- 1979: Ein seltsames Spiel (La giacca verde)
- 1980: Der Todesfahrer
- 1982: Die weiße Rose (nur Koproduktion)
- 1983: Die Spider Murphy Gang (Produktion)
- 1985: Fatto su misura
- 1985: Die zwei Leben des Mattia Pascal (Le due vite di Mattia Pascal)
- 1985: Die Fliegenden Teufel
- 1986: L’ultima mazurka
- 1986: Killing Cars (auch Koproduktion)
- 1987: Animali metropolitani
- 1988: Cheeeese
- 1989: Das schreckliche Mädchen (Produktion)
- 1990: Tre colonne in cronaca
- 1998: Bin ich schön?
- 2009: Ob ihr wollt oder nicht
- 2010: Satte Farben vor Schwarz
- 2012: Zettl
- 2012: Ruhm
- 2016: Willkommen bei den Hartmanns
- 2017: Die Häschenschule – Jagd nach dem Goldenen Ei (Stimme)
- 2022: Die Häschenschule – Der große Eierklau (Stimme)
- 2022: Oskars Kleid
- 2023: Weißt du noch
- 2024: Bambi – Eine Lebensgeschichte aus dem Wald (Bambi, l’histoire d’une vie dans les bois) (Stimme)

### Fernsehen

#### Fernsehfilme
- 1964: See How They Run
- 1968: Istanbul Expreß (Istanbul Express)
- 1968: Babeck (Dreiteiler)
- 1974: Frühlingsfluten
- 1975: Die Verschwörung des Fiesco zu Genua
- 1977: Abschiede – Drei Szenen aus Wien um 1900
- 1979: Ein seltsames Spiel
- 1981: Der Traum ein Leben
- 1981: Dantons Tod
- 1982: Die Entscheidung
- 1983: Liebe Melanie
- 1984: Notti e nebbie
- 1984: La stagione delle piogge
- 1992: Sie und Er
- 1994: Gefangene Liebe
- 1995: Mein Sohn ist kein Mörder!
- 1997: Die Nacht der Nächte
- 1997: Kap der Rache
- 1997: Lamorte
- 1998: Mammamia
- 1998: Liebe und weitere Katastrophen
- 1999: Mit fünfzig küssen Männer anders
- 1999: Rosamunde Pilcher – Das große Erbe
- 2000: Zimmer mit Frühstück
- 2000: Trennungsfieber
- 2000: Scharf aufs Leben
- 2000: Probieren Sie’s mit einem Jüngeren
- 2002: Bis dass dein Tod uns scheidet
- 2004: Die Konferenz
- 2005: Einmal so wie ich will
- 2005: Emilia – Die zweite Chance
- 2005: Emilia – Familienbande
- 2006: Nette Nachbarn küsst man nicht
- 2009: Schlaflos
- 2009: Frau Böhm sagt Nein
- 2009: Mama kommt!
- 2011: In den besten Jahren
- 2012: Operation Zucker
- 2012: Hochzeiten
- 2013: Just Married – Hochzeiten zwei
- 2013: Und alle haben geschwiegen
- 2013: Willkommen auf dem Land
- 2014: Almuth und Rita
- 2014: Altersglühen – Speed Dating für Senioren
- 2014: Frauen verstehen
- 2016: Die Hochzeit meiner Eltern
- 2016: Almuth und Rita – Zwei wie Pech und Schwefel
- 2020: Martha und Tommy
- 2021: An seiner Seite

#### Fernsehserien und -reihen
- 1963: Disney – Land (zwei Folgen)
- 1964: Bob Hope Presents the Chrysler Theatre (eine Folge)
- 1964: Solo für O.N.C.E.L. (The man from U.N.C.L.E., Folge 1x08)
- 1968: The Name of the Game (eine Folge)
- 1968–1969: Ihr Auftritt, Al Mundy (It Takes A Thief, zwei Folgen)
- 1972: Tatort: Kressin und der Mann mit dem gelben Koffer
- 1975: Krempoli – Ein Platz für wilde Kinder (eine Folge)
- 1981: Die priwalov’schen Millionen (sechs Folgen)
- 1985: Kir Royal (sechs Folgen)
- 1989: Peter Strohm (Folge 1x06)
- 1989: Quattro storie di donne (eine Folge)
- 1989: Oceano (sechs Folgen)
- 1989–2004: Die schnelle Gerdi (zwölf Folgen)
- 1990: La belle Anglaise (eine Folge)
- 1992: Lilli Lottofee (sechs Folgen)
- 1994–1996: Ärzte (Dr. Schwarz und Dr. Martin, acht Folgen)
- 1995: Kommissar Rex (Folge 2x05)
- 2002–2019: Unter Verdacht (30 Folgen → siehe Episodenliste)
- 2008–2009: Rosamunde Pilcher – Vier Jahreszeiten (vier Teile)
- 2011: Liebe am Fjord – Das Ende der Eiszeit
- 2013: Geschichten der Schönheit (zwei Folgen)
- 2018: Kleine Sünden (eine Folge)
- 2018: Pastewka (eine Folge)

## Diskografie

### Singles
- 1966: Single Girl / Und das alles soll ich dir verzeih’n (Electrola E 23 432)
- 1966: Für Romantik keine Zeit / Music and Memories (Electrola E 23 433)
- 1968: Vergiss mich wenn du kannst (Soundtrack aus „Babeck“, erstveröffentlicht 1998 auf der CD Peter Thomas: Moonflowers & Mini-Skirts) (Marina MA 39)
- 1972: Tema Di Fela (Tema dal film “L’Amante dell’Orsa Maggiore”) / Adamo Ed Eva (Ricordi – SRL 10.663)
- 1989: Freundin / Ein einziger Abend (gesungene Titelmelodie von Die schnelle Gerdi) (CBS 494)
- 1989: Ich liebe dich / Ich bring’ dir’s bei (Promo-Single, CBS PRO 515)
- 1989: Ein einziger Abend / Taxi (CBS 655345 7)

Quelle:

### Alben
- 1987: Hits des Jahrhunderts – Musikalischer Rückblick zum 100. Geburtstag der Schallplatte. U. a. mit Lili Marleen, gesungen von Senta Berger. (nur auf der 2 LP, Ariola 303-075-503)
- 1989: Wir werden seh’n… (CBS 462586 1)

Quelle:

## Hörbücher und Hörspiel (Auswahl)
- 1966: Dolce Vita im Alten Rom (mit Hannes Messemer, Richard Münch, Marcel André) Electrola SME 80 992
- 1988: 125 Jahre SPD – Das weiche Wasser bricht den Stein. (mit Albert Mangelsdorff, Willy Brandt, Heinz Rudolf Kunze, Götz George; produziert für Parteimitglieder) CLUB-OSCAR F 670.130
- 1996: Maria durch ein Dornwald ging. Weihnachten mit Senta Berger. Calig (Koch International)
- 2000: Die schöne Magelone. Johannes Brahms, Ludwig Tieck, Teldec 8573-80915-2.
- 2001: Liebe und dennoch. Alfred Polgar, Kein & Aber Records. ISBN 978-3-0369-1103-8.
- 2002: Acht Jahreszeiten. Vivaldi. Piazolla. Eine lyrische Reise. Random House Audio. ISBN 978-3-89830-370-5.
- 2004: Meine schönsten Weihnachtsgeschichten. Diverse Autoren, Kein & Aber Records, ISBN 978-3-0369-1149-6.
- 2004: „Alles, was hier geschah, war unfassbar“: Senta Berger liest Texte zur Verfolgung der Sinti und Roma im Nationalsozialismus. Romani Rose (Hrsg.), Dokumentations- und Kulturzentrum Deutscher Sinti und Roma. ISBN 978-3-929446-15-9.
- 2005: Mozart. Eine Biographie. Martin Geck, Deutsche Grammophon Literatur / Universal Music
- 2005: Fräulein Else. Arthur Schnitzler, Random House Audio. ISBN 978-3-89830-966-0.
- 2005: Liebesgeschichten. Robert Walser, Kein & Aber Records. ISBN 978-3-0369-1164-9.
- 2006: Alice im Wunderland. Lewis Carroll, Kein & Aber Records. ISBN 978-3-0369-1166-3.
- 2006: Der Zauberer von Oz. Lyman Frank Baum, Random House Audio. ISBN 978-3-86604-184-4.
- 2006: Mozart. Ein Wunderkind auf Reisen. Sanne de Bakker, Random House Audio. ISBN 978-3-86604-105-9.
- 2007: Der weiße Knochen. Barbara Gowdy, Brigitte Hörbuch-Edition. ISBN 978-3-86604-524-8.
- 2007: Arthur Schnitzler: Eine Einführung in Leben und Werk Argon Verlag. ISBN 978-3-86610-394-8.
- 2009: Der Leviathan. Joseph Roth, Diogenes. ISBN 978-3-257-80258-0.
- 2009: Ein Platz auf dem Walfisch. Amelie Fried und Uwe-Michael Gutzschhahn (Hrsg.), Random House Audio. ISBN 978-3-8371-0170-6.
- 2010: Mit der Reife wird man immer jünger. (gelesen mit Michael Verhoeven) Hermann Hesse, Der Hörverlag. ISBN 978-3-86717-436-7.
- 2010: Mein großes FamiliensonntagsFrühstücksVorlesebuch. Diverse Autoren, Herder. ISBN 978-3-451-31602-9.
- 2011: Sklavenkind. Urmila Chaudhary, audio media verlag. ISBN 978-3-86804-183-5.
- 2012: Meine Lieblingsmärchen der Gebrüder Grimm. Deutsche Grammophon Literatur / Universal Music
- 2013: Betthupferl. Fantastische Gutenachtgeschichten. Der Hörverlag.
- 2014: Bis auf die Knochen: Die größten Blamagen der Weltliteratur. lit.COLOGNE, Random House Audio. ISBN 978-3-8371-2354-8.
- 2015: Orson Welles. Ein Puzzle. Thomas von Steinaecker, Regie: Claudia Kattanek.
- 2017: Die Häschenschule – Jagd nach dem Goldenen Ei. Hortense Ullrich, Silberfisch. ISBN 978-3-86742-317-5.
- 2017: Mutters Courage. George Tabori, Der Audio Verlag. ISBN 978-3-7424-0223-3.
- 2017: Tonio Kröger. Thomas Mann, Der Hörverlag. ISBN 978-3-8445-2557-1.
- 2018: Lange Liebe – Vom Glück des Zusammenbleibens. (Persönliche Erinnerung „Sein Herz“) Antonia Meiners, BonneVoice. ISBN 978-3-945095-23-2.

Quelle:

## Auszeichnungen
- 1968: Bambi
- 1969: Bravo Otto in Bronze

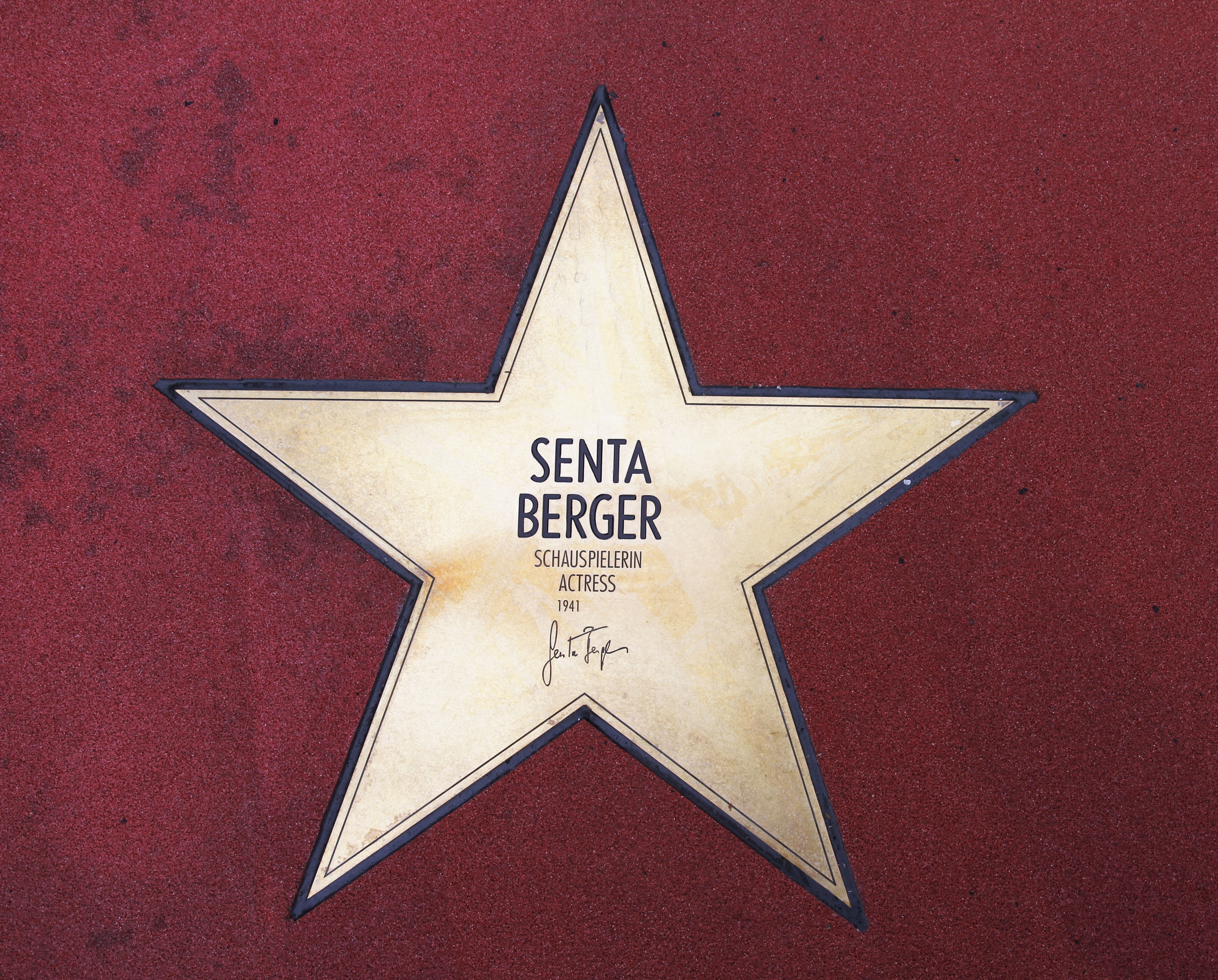
Ehrung auf dem Boulevard der Stars (2011)

- 1983: Filmband in Silber (Produktion) für Die weiße Rose im Namen ihrer Filmgesellschaft Sentana
- 1987: Deutscher Darstellerpreis (Chaplin-Schuh) für ihre Rolle in Kir Royal
- 1990: Bambi, Sonder-Bambi Unknockable Stars
- 1996: Goldener Gong
- 1998: Österreichisches Ehrenkreuz für Wissenschaft und Kunst I. Klasse
- 1998: Karl-Valentin-Orden
- 1998: Goldene Romy als beliebteste Schauspielerin
- 1999: Bambi in der Kategorie Fernsehen National für den ARD-Vierteiler Liebe und weitere Katastrophen
- 1999: Bundesverdienstkreuz erster Klasse
- 2000: Waldemar-von-Knoeringen-Preis der Georg-von-Vollmar-Akademie
- 2002: Bayerischer Verdienstorden
- 2003: Deutscher Hörbuchpreis
- 2003: Medaille München leuchtet (für besondere Verdienste um München)
- 2005: Hessischer Fernsehpreis als Ensemblemitglied des Filmes Die Konferenz
- 2005: Goldener Ochse – Ehrenpreis des Filmkunstfestes Mecklenburg-Vorpommern an die Sentana-Filmproduktion Senta Bergers und Michael Verhoevens
- 2006: Billy Wilder Award
- 2007: Platin Romy für das Lebenswerk
- 2009: Sonderpreis des Deutschen Fernsehkrimipreises für ihre Hauptrolle in der WDR-Produktion Schlaflos
- 2009: Herbert-Strate-Preis der Filmstiftung NRW und des Kinoverbandes HDF Kino
- 2009: Deutscher Fernsehpreis als beste Schauspielerin für ihre Hauptrolle in Schlaflos
- 2009: Sonderpreis beim Fernsehfilm-Festival Baden-Baden für herausragende darstellerische Leistung in Frau Böhm sagt Nein
- 2010: Goldene Kamera in der Kategorie Beste deutsche Schauspielerin in Frau Böhm sagt Nein und Schlaflos
- 2010: Adolf-Grimme-Preis für ihre Darstellung in Frau Böhm sagt Nein
- 2010: Bayerischer Fernsehpreis als beste Schauspielerin in der Kategorie „Fernsehfilm“ für ihre Rolle in dem Film Frau Böhm sagt Nein
- 2011: Großer Diagonale-Schauspielpreis für das Lebenswerk
- 2011: Stern auf dem Boulevard der Stars in Berlin
- 2011: Hans Abich Preis für besondere Verdienste im Bereich Fernsehfilm
- 2011: Kultureller Ehrenpreis der Landeshauptstadt München
- 2012: Berliner Bär
- 2013: Darstellerpreis des Günter Rohrbach Filmpreises für ihre Rolle in Operation Zucker
- 2014: Deutscher Schauspielerpreis für das Lebenswerk
- 2014: Medaille für besondere Verdienste um Bayern in einem Vereinten Europa
- 2016: Bayerischer Fernsehpreis, Ehrenpreis des Bayerischen Ministerpräsidenten
- 2017: Bayerische Staatsmedaille für soziale Verdienste
- 2017: Deutscher Fernsehpreis, Ehrenpreis der Stifter
- 2017: Jupiter, Ehren-Jupiter fürs Lebenswerk
- 2017: Grimme-Preis, Ehrenpreis des Deutschen Volkshochschul-Verbandes für ihr Lebenswerk
- 2018: Sky of Fame (Stachus).[22]
- 2020: Toleranzpreis der Evangelischen Akademie Tutzing „als Charakterdarstellerin für ihr Lebenswerk als glaubwürdige Persönlichkeit im Film wie in der Wirklichkeit“[23]
- 2021: Friedenspreis des Deutschen Films – Die Brücke als Ehrenpreis
- 2021: CineMerit Award[24]
- 2021: Deutscher Filmpreis – Ehrenpreis[25]
- 2022: Braunschweig International Film Festival – Schauspielpreis Die Europa
- 2023: Kinofest Lünen: Nike für das Lebenswerk[26]
- 2023: Bambi für ihr Lebenswerk
- 2024: Bayerischer Verfassungsorden[27]

## Filmdokumentationen
- Die Verhoevens. Dokumentarfilm von Felix Moeller, Deutschland 2003, 75 Minuten.
- Frankreich – Wild und schön. Arte-Dokumentation, Frankreich 2011, 90 Minuten.